# たま (猫の駅長)
たま（たま駅長（たま えきちょう）とも、1999年〈平成11年〉4月29日 - 2015年〈平成27年〉6月22日）は、猫の一個体で、和歌山電鐵貴志川線の貴志駅の名誉永久駅長。
貴志駅の売店で飼われるうちに招き猫的位置づけのアイドルとなった雌の三毛猫で、やがて正式な「駅長」という肩書きを持つ貴志駅のマスコット（変わり種駅長、猫の駅長）になり、世界的に知られるまでになった。今では同駅の名誉永久駅長となっている。
2007年（平成19年）1月5日に和歌山電鐵から正式に駅長に任命されたことで話題を呼んだ。その主な業務は「客招き」であり、貴志駅の集客のみならず、日本に平成の猫ブーム「ネコノミクス」を招来したとされる。任期はなく終身雇用であり、報酬は年俸としてのキャットフード1年分であった。
乗客数の増加・観光へのアピールへの功績から、同社からは「スーパー駅長」（後に「ウルトラ駅長」に昇進）・「和歌山電鐵社長代理」の肩書きを、和歌山県からは「和歌山県勲功爵（わかやま で ナイト）」・「和歌山県観光招き大明神」などの称号を与えられている。たまの登場が火付け役となり、空前の猫ブームが招来され、ネコ専門のSNSサイトが開設されたり、2012年から2016年の4年間で飼い猫の頭数が30万匹増え987万匹となり、近いうちに飼い犬の頭数を抜くだろうと予測されるなど社会現象ともなり前述の「ネコノミクス」なる新造語も生まれた。
たまは同駅の売店である小山商店（こやましょうてん）の飼い猫である。同居する雌猫のちび（2000年〈平成12年〉5月12日 - 生死不明）と、たまの母親であるミーコ（1998年〈平成10年〉10月3日 - 2009年〈平成21年〉7月20日）も助役に就任した。このうちミーコは死去後の7月26日に「永久助役」とされた。

## 生い立ち
たまの母猫であるミーコは元々、南海電気鉄道時代の貴志駅舎南側にあった倉庫内の作業員詰め所で飼われていた。一駅隣の甘露寺前駅で生まれたという。やがてミーコは貴志駅で4匹の子猫を出産し、そのうちの1匹が三毛であった。兄弟達のうち1匹は死んでしまい、他の2匹は新しい飼い主に貰われていったが、一番性格のおっとりしたおとなしい三毛の子は「たま」と名付けられて、ミーコと一緒に小山商店で飼われるようになった。ちびは生後間もない頃に駅前に捨てられていたのを拾われ、たまが母親代わりとなって育てていた。
たま達は売店と倉庫の間に作られた猫小屋で飼われるようになり、昼間は売店の前で過ごすようになった。近所の人たちや駅の利用客にかわいがられるいわば「駅のアイドル」であった。また、たまは「必要以上に耳を掻く仕草をすると、次の日の降水確率は90%以上」という天気予報の特技があり、三毛猫が船を護るという言い伝えもあってある漁師から譲ってもらえないかと相談されたこともあったという。

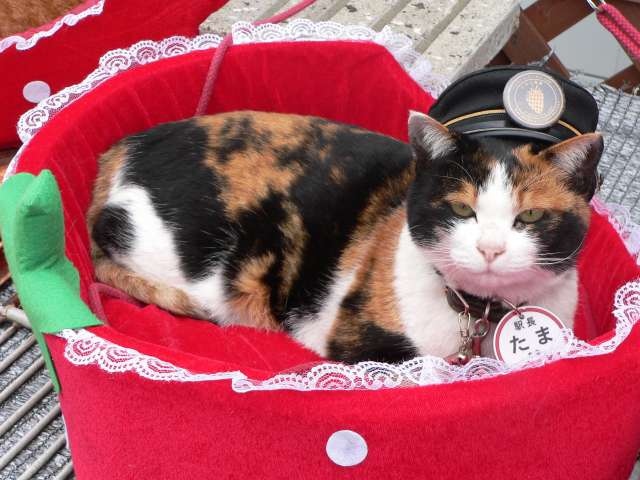
たま
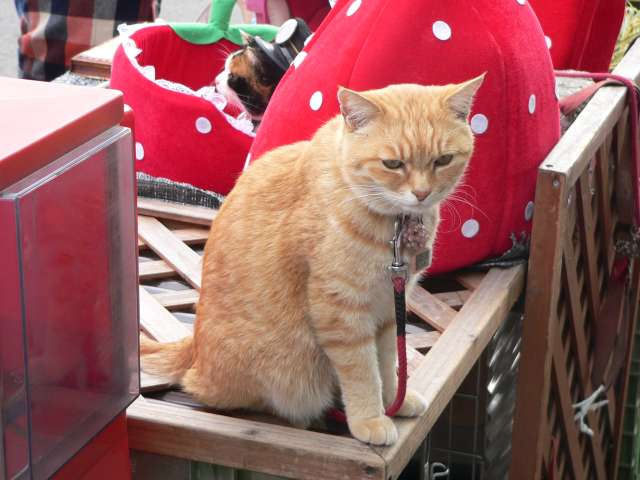
ミーコ、茶虎が特徴
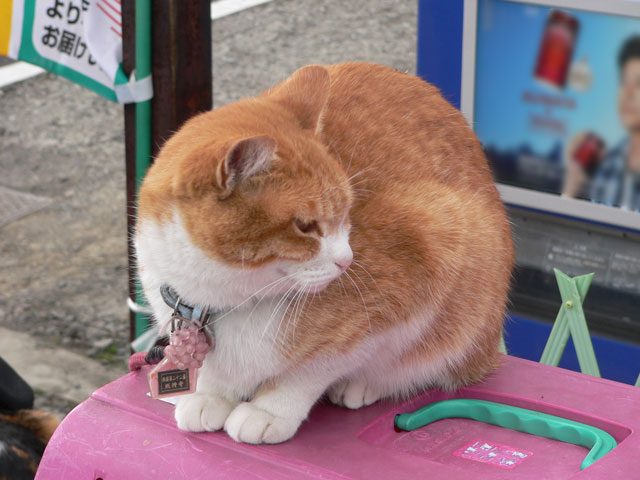
ちび、白い足が特徴

## 駅長就任の経緯
2003年、貴志川線を運営していた南海電鉄が赤字解消が困難なことを理由に路線廃止を表明したが、岡山県を中心に公共交通事業を行っている両備グループが経営を引き継ぐこととなり、同グループの岡山電気軌道の子会社として「和歌山電鐵」が設立された。
この経営移管に際して、路線や駅の敷地は南海の社有地から貴志川町（現在の紀の川市）の公有地となり、倉庫は取り壊して駐輪場に、倉庫と駅舎の間はホームへの公道として整備されることになったため、そこに置かれていたたま達の猫小屋は立ち退きを迫られることとなった。困った飼い主が2006年4月1日に和歌山電鐵の開業記念式典を終えた後の小嶋光信社長（両備グループ代表と兼務）に「猫たちを駅の中に住まわせてもらえないか」と相談した。小嶋自身は自宅では長い間紀州犬を飼っていたこともあって猫よりもむしろ犬好きであったが、このとき「たまちゃんと目があった瞬間、ピカッとたまちゃんの駅長姿が頭にひらめきました」「実に立派で、キラキラしていました。今の日本人にもない目だと」「神様から使わされた鉄道の救世主」と、たまにほれ込んだ小嶋の発案によって、「招き猫」になって欲しいとの願いを込めて、それ以前から駅の利用者に親しまれていたたま達を駅長などに任命することになった。これは和歌山電鐵移管後に合理化のために貴志駅を無人駅化したことも背景にある。猫に駅長を嘱託した例は日本の民営鉄道では初である。
さらに2014年1月5日には、たまは「ウルトラ駅長」に昇進、全ての駅長を統括する職となった。

## 駅長勤務

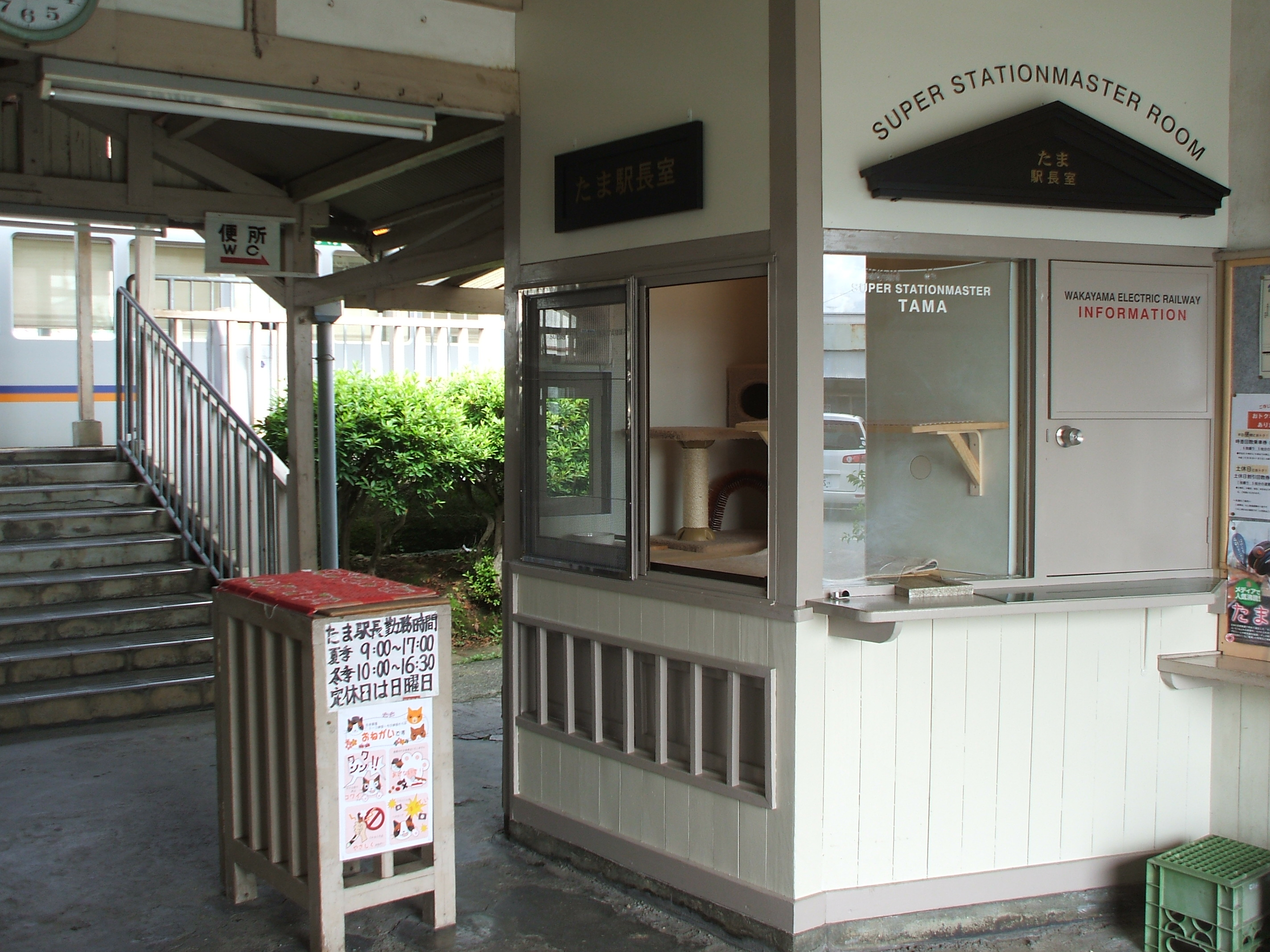
改札口と2008年4月に設置された駅長室、駅舎建て替えのため2010年2月9日に解体

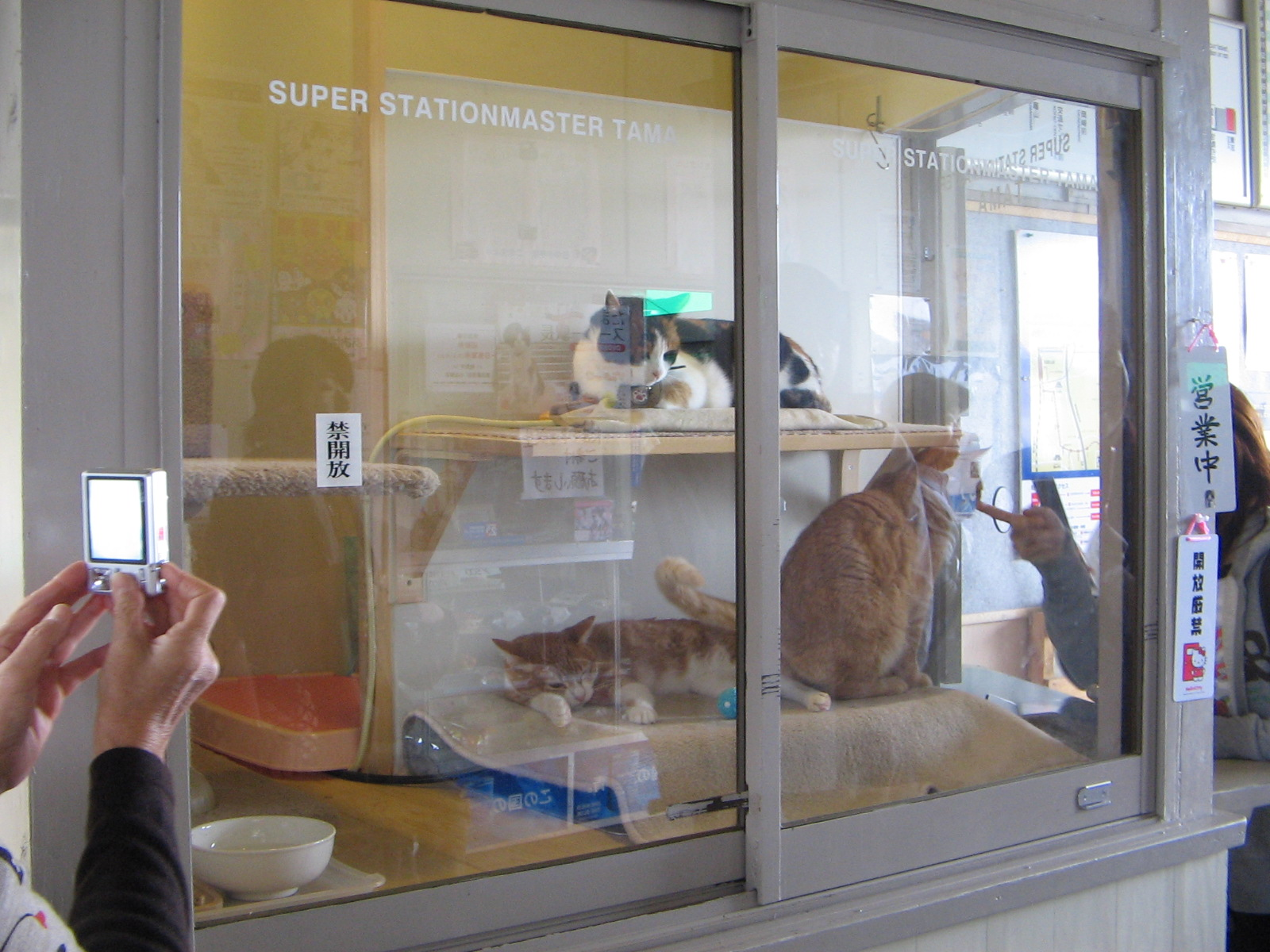
勤務中のたま駅長、ミーコ助役、ちび助役（2008年10月）

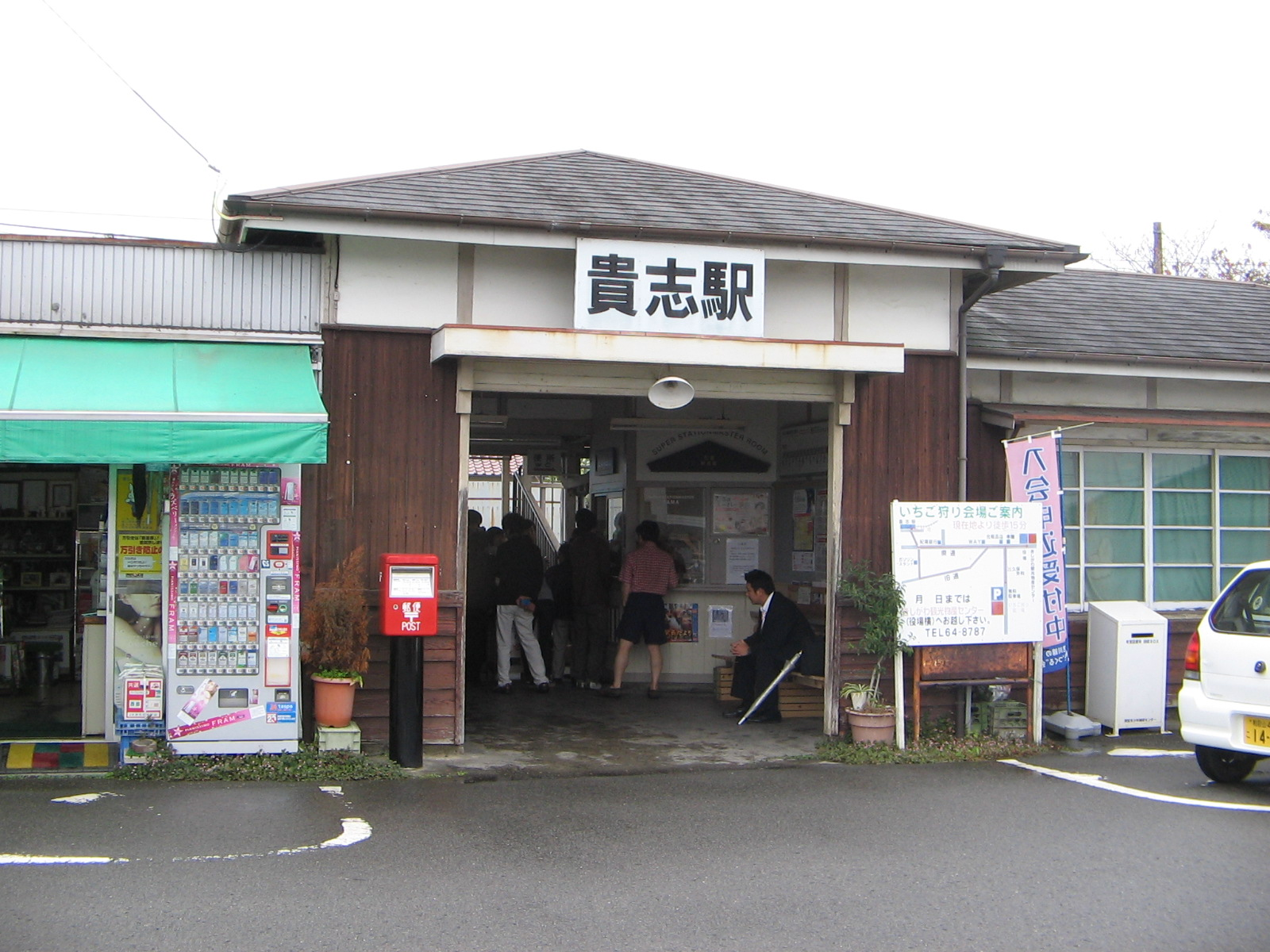
たま駅長の人気により、周辺にほとんど何もない寂れた無人駅舎に観光客が多数訪れることになった

駅長・助役への任命に際しては3匹それぞれに正式な委嘱状が交付され、たまには特製の駅長帽と金色の名札も支給されている。帽子は（人間の）社員が使っている物を小ぶりにしたもので、社内では唯一帽子に金色の線が入っている。小さ過ぎて作るのが難しく、完成までに半年余り掛かったという。2008年7月には夏用の制帽も支給されている。金色の名札は2007年10月10日に何者かに持ち去られたのか紛失してしまったが、このことを知った動物カメラマンから新たに手製の名札が贈られ、金色の名札が再支給されるまでの間代わりに身に付けていた。
たま駅長たちの勤務日は月曜から土曜日で祝日も勤務しており、基本的に昼間の勤務となる（時間は季節によって変化有り）。また、2270系「おもちゃ電車」のテープカットや利用促進のための「貴志川線祭り」などのイベントで伊太祈曽駅等に出張したこともある。
たまは大人しく、駅長就任から1年ほど経つ頃には堂々と風格が出てきたとも評されている。ミーコは人懐こい性格で、生前はしばしば娘のたまに代わって乗降客に愛嬌を振りまいていた。ちびは人見知りする性格で猫小屋にこもっていることが多い。2007年5月11日にはちびが専用ケージから脱走して行方不明となる事件も起こったが、5月16日5時頃駅に戻って来た所を乗客が発見し、保護された。
2009年7月20日、ミーコ助役が体調を崩し死去。初七日が明けた7月26日に「永久助役」となった。四十九日が明けた同年9月6日に両備グループのホームページにて公表された。

## 話題作りと表彰

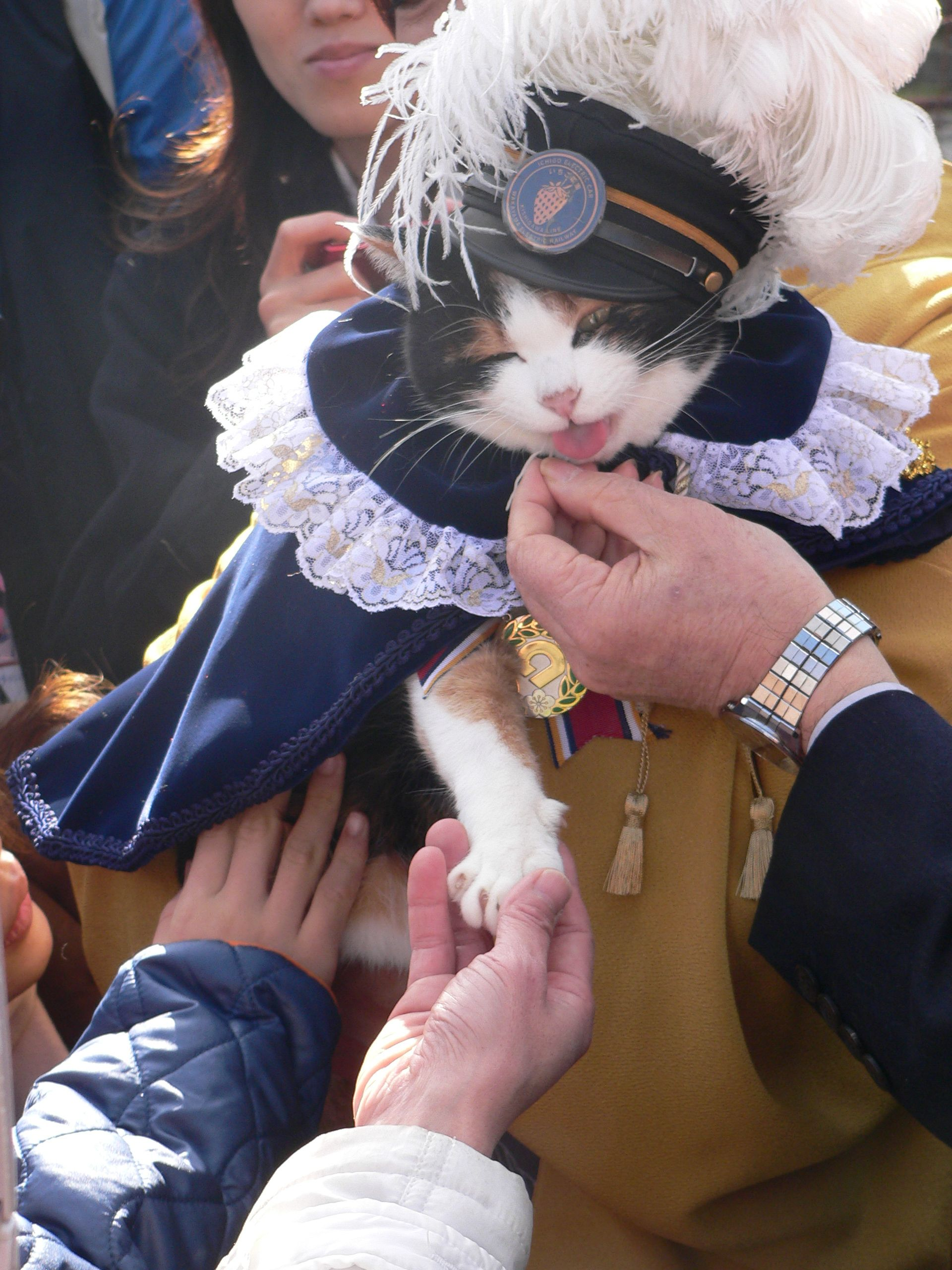
「和歌山県勲功爵」の勲章、ダチョウの羽根付き駅長帽、ベルベットのマントを身につけたたま駅長。2009年1月4日の駅長就任2周年イベントにて。

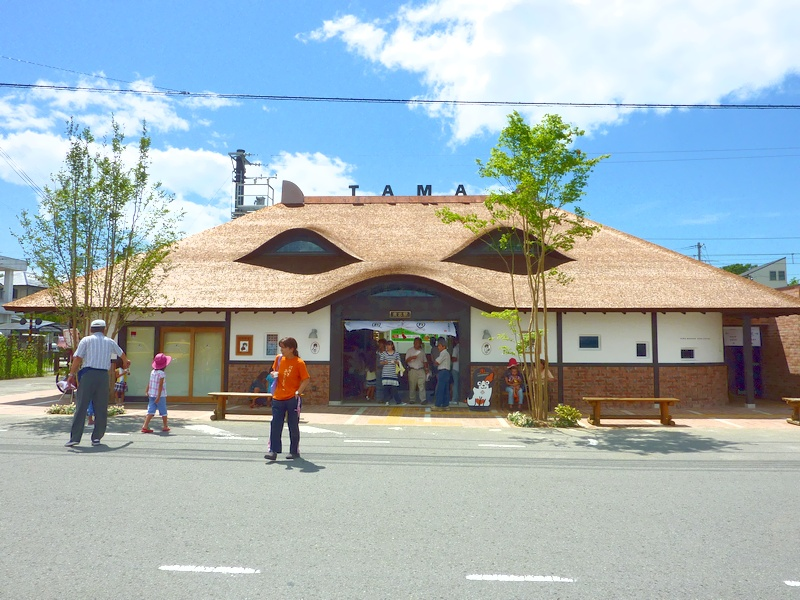
2010年8月には、駅舎も猫をモチーフにした「たま駅舎」に改築された。

たま駅長就任の話題は多数のテレビニュースや新聞でも取り上げられ、たま駅長目当ての乗客が日本各地から和歌山電鐵に乗車して貴志駅を訪れるようにもなった。同時期にインターネット上で注目を集めた「ねこ鍋」など話題となる猫が多かったこともあって、テレビ番組や雑誌などで特集が組まれることもあった。加えて、たまが両足をそろえると前脚の模様がハート型に見え、これを見たら幸せになれるというのも話題を呼んだ。さらには和歌山県を巡るパッケージツアーの一部として「いちご電車」や「おもちゃ電車」と合わせてたま駅長訪問が組み入れられるようにもなった。
当駅の乗降客数はたま駅長就任まで1日あたり約700人だったのが就任直後の2007年1月には約17%増加するなど、「たま駅長効果」は具体的数値となっても現れている。2007年のゴールデンウィーク期間中には「いちご電車」とたま駅長の効果もあってか、同社では前年同期比40%増の収入を記録した。関西大学大学院の宮本勝浩教授は、2007年1月の就任以来の1年間でたま駅長による和歌山県への観光客増加などによる経済波及効果が11億円に達したとする研究結果を発表した。
このことから2007年春の開業1周年記念式典にて同社から「スーパー駅長賞」が、2007年12月には両備グループにおける「トップランナー制度」に基づく「トップランナー賞・客招き部門」が贈られている。ちなみにトップランナー賞のご褒美は猫じゃらしのおもちゃ、年末手当はカニカマのスライスである。さらには貴志川線の知名度と乗客数・売上を向上させたことから、たまは就任1周年の2008年1月5日をもって駅長から「スーパー駅長」（課長職相当）に昇進した。昇進に際しては地元住民など約300人が集まって大々的な式典が執り行われ、新たに青地に金の「S」が入った名札が交付された。同年4月20日には閉鎖された出札窓口跡を利用して「駅長室」が設置された。駅長室のデザインは「いちご電車」や九州新幹線用800系電車など鉄道車両・施設のデザインを手がけている水戸岡鋭治による。
この一連の活動に対して和歌山電鐵にも、人と動物との共生のための活動を行っているNPO法人「Knots」から人と動物との共生に尽力する企業へ贈られる「2006年度りぶ・らぶ・あにまるず賞グランプリ」が贈られている。また2008年10月28日には和歌山県の魅力を全国に発信した功績により、仁坂吉伸県知事から「和歌山県勲功爵」（貴志と騎士号の洒落）の称号を贈られた。
日本国外からの観光客も訪れたりCNNを初めとした日本国外のメディアでも取り上げられるなど、海外でも話題を呼んでいる。
さらに2010年には駅長就任3周年を祝し、また就任以来の3年間における業績が評価されたことから、たまは執行役員への昇進が決まった。2010年1月3日に貴志駅において就任式が開かれた。役員報酬は貴志駅の新駅舎とされ、同社公式サイト内にある会社概要ページでは、実際に執行役員として役員一覧に名を連ねている。
2010年8月4日には、開業以来の旧駅舎に変わって猫をモチーフにした貴志駅の新駅舎「たまミュージアム貴志駅」が完成した。檜皮葺の屋根には猫耳と「TAMA」の飾り文字が取り付けられている。
2011年1月5日の駅長就任4周年記念式典において、小嶋社長曰く「たま駅長の神業の活躍」に対して、仁坂知事より「和歌山県観光招き大明神」の称号が贈られた。同時に海外の客招きのために「国際客招き担当役」も発令された。同年1月6日にはたまは常務執行役員に昇進している。これは社長・専務に次ぐ3番目の高位の役職に当たる。
2013年1月5日、駅長就任6周年記念式典で、和歌山電鉄ナンバー2の社長代理に出世した。
繰り返し訪れる熱心なファンも多く、売店内にはファンから贈られた写真などが飾られている。中には愛知県瀬戸市の招き猫メーカーから贈られた、たま駅長をモデルに作られた陶器製の招き猫もある。
2013年4月30日、たまの古希を祝うイベントが開催された。高齢のため、同日から祝日を除く毎週火曜日、水曜日、木曜日のみの出勤（後に金曜日も出勤日になる）になる。

## 死去後について
2015年5月19日から鼻炎のため入院していたが、復帰することなく同年6月22日に急性心不全のため死去。
同月28日に和歌山電鐵主催の神道形式による社葬が貴志駅構内で営まれ、社長の小嶋光信が弔辞を捧げ、たまに「名誉永久駅長」の称号を追贈した。
「たま」の死後、和歌山電鐵は貴志駅に鎮座する神社の一つについて「たま神社」と命名し、2015年8月11日に社長の小嶋、仁坂吉伸（和歌山県知事）らが参列してたま神社の宮開き神事を執り行うと共に、神社に「たま」の銅像2体を設置した。
また、これと前後する格好で、同年7月22日から8月13日まで、岡山電気軌道の東山線全線に於いて「たま」を追悼する特別仕立ての電車を運行させた。この電車は「たま電車」車両（後記参照）を使い、車内の広告掲出箇所（窓上と中吊り部）に在りし日の「たま」をとらえた写真28枚を掲出したものとなっていて、運行初日（7月22日）には岡山市中区に所在する車庫内でセレモニーを挙行、招待された地元保育園児達が早速乗り込んで歓声を上げていた。
死後「たま」はTwitter公式アカウントで「天国行きの列車に乗り込んだ」とツイートしたが、その後「天国に到着したと小嶋社長に連絡を入れたら、“ たまは神（道形）式で葬式をしたから天国には行かないよ”という返事があり、天国の門番さんにも確認したら其の通りだった」とツイート。そのあと再び貴志駅へ戻り、現在は上記の「たま神社」に祀られた神様（兼・名誉永久駅長 / 県観光招き大明神）として、末永く駅の利用者を見守り続ける事となった。
「たま」の死は、生前と同様、海外メディアに於いても相次いで報じられた。死後2日経った6月24日に新華社通信や聯合ニュースなどの中国・韓国系メディアが伝えたことを皮切りに、翌25日にはイギリスBBCやアメリカCNNなどのテレビ局やAFPやAP通信などの通信社、デイリー・メールやウォール・ストリート・ジャーナル、リベラシオン、ツァイト等の有力紙に於いても報じられた。さらにはガーディアンやニューヨーク・タイムズ、ワシントン・ポストなどの主要メディアが6月28日に営まれた「たま」の葬儀の模様も交えつつ報じた。
死後7ヶ月余り経過した2016年2月2日、和歌山県は、生前の「たま」が残した功績を同県として永く称えるべく、急遽創設した「和歌山殿堂」の第1号として殿堂入りさせることを決めた。これを受け、和歌山県立図書館2階に入っている文化情報センターに「たま」を象った青銅製レリーフ（縦45cm×横35cm）が、生前の功績を掲載したパネルや年表と共に設置されることになっている。
これに先立ち、同年2月16日の午前中にそのレリーフの除幕式を挙行、同式に於いて和歌山電鐵社長・小嶋に対するレリーフのレプリカ贈呈も行われることになっている。
たまの生誕18周年となる2017年4月29日には、日本および世界の11の国・地域のGoogle Doodleが、たま駅長仕様になった。

## 駅長代行「ニタマ」の「たまII世駅長」襲名

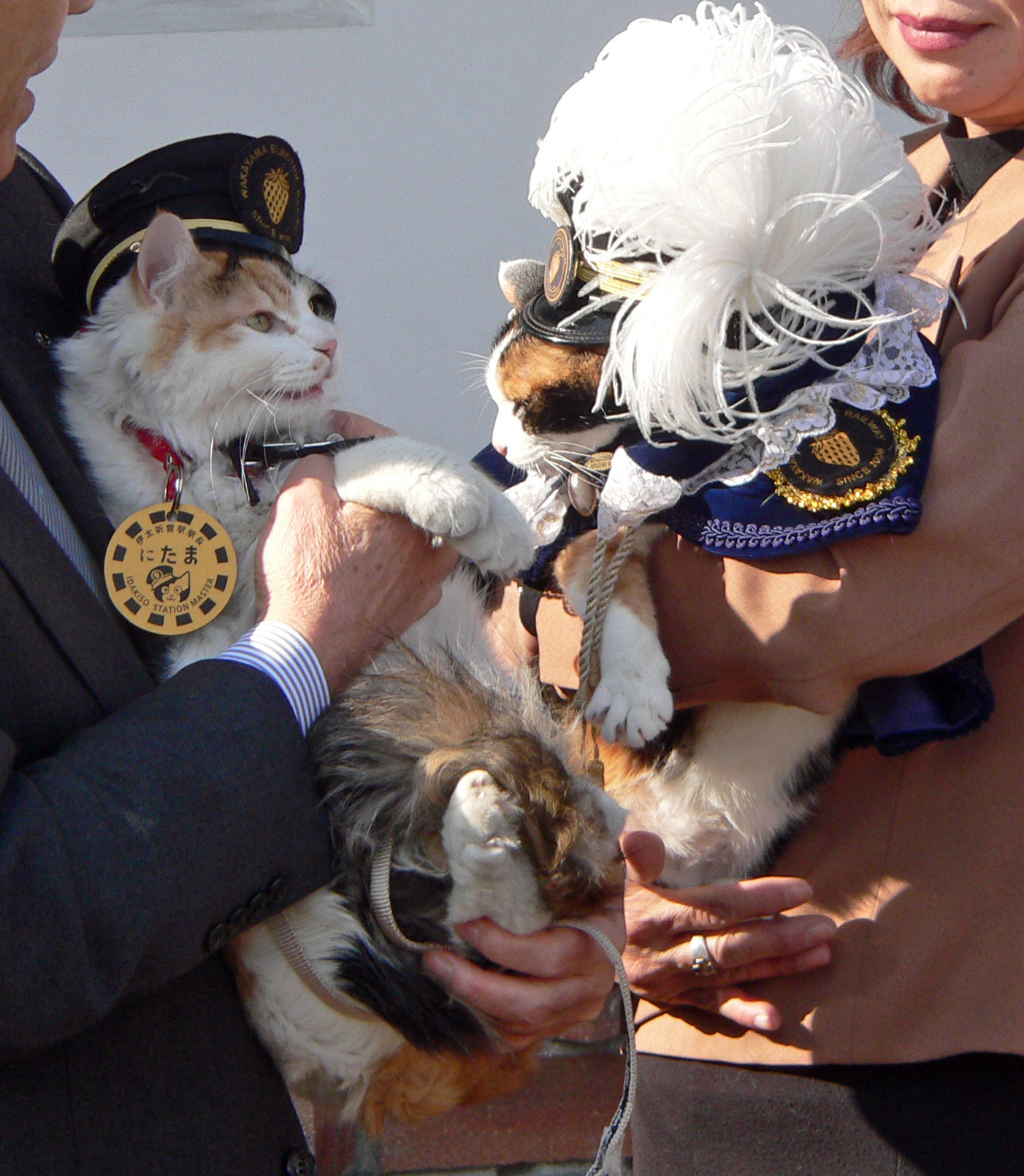
ニタマ（左）とたま

2012年1月5日、駅長就任5周年記念式典において、新たに虎猫「ニタマ」に対して「貴志駅長代行兼伊太祈曽駅長」に任命する辞令が交付された。ニタマは仔猫だった前年春頃に、両備グループの地元である岡山市内の国道沿いで交通事故に遭いそうになっていたところを保護され、三毛猫（縞三毛）という縁から和歌山電鐵の親会社である岡山電気軌道に譲られ、そこで人好きな性格をかわれて駅長見習いに抜擢された。ニタマという名前は「たまに似た二番目の駅長猫」という意味が込められている。土・日・祝日などたまが貴志駅を休む時には「貴志駅長代理」を務めることになる。同年2月18日には伊太祈曽駅にも猫用駅長室が作られて平日（水・木は除く）はそこで勤務する。
なお、たまの「ウルトラ駅長」昇進に伴い、ニタマが「スーパー駅長」の地位を引き継いで昇進している。
2015年8月10日のたまの50日祭を機に、翌8月11日には「たまII世駅長」を襲名し、ニタマは通称となることが発表された。
2019年1月5日、「マネージャー駅長」（部長職相当）に昇進。
2021年1月23日、「ウルトラ駅長」（執行役員）に昇進。
2022年1月5日、執行役員から社長代理に昇進。

## 伊太祈曽駅駅長見習い「よんたま」
2017年1月7日、三毛猫の「よんたま」がニタマの貴志駅駅長就任で空いていた伊太祈曽駅の「駅長見習い」に任命された。よんたまは2015年4月20日、一週間前に飼い犬を亡くした和歌山市内の女性の家に、まだ目の見えない仔猫の状態で母猫に置いていかれた猫である。困った女性が友人に相談したところ、その友人が仔猫の件を和歌山電鐵に繋いだことから、小嶋社長が仔猫を「面接」の上岡山に連れて帰り、岡山電気軌道内にある“訓練をしない猫駅長訓練所”で「人が好きなこと」・「帽子をかぶるのを嫌がらないこと」・「仕事を嫌がらないこと」という三要素の適正チェックを受け、駅長見習いに任命されることになった。
なお、駅長見習いの候補には岡山にいる「SUNたまたま」（後述）もいたが、親代わりの両備グループの広報担当者がSUNたまたまを可愛がって「この子は手放しません。岡山に置きます」と手放さなかったために、よんたまが駅長見習いに就任することになった。
2018年1月5日、三毛猫の「よんたま」が伊太祈曽駅の「駅長」に昇格。併せて、「たまⅡ世駅長」が駅長を務める貴志駅の「駅長代行」に就任。
2019年1月5日、「スーパー駅長」に昇進。

## 勤務日
- 貴志駅での勤務時間は10:00 - 16:00、曜日により公休を設けている。＜ ＞内は祝日で、ない場合は平日と同様。
- 2013年以降、たまの高齢化に伴いニタマが貴志駅長代行を務め、たまは非常勤となる。
- 2015年のたま死去後、ニタマが「たまII世」を襲名し、貴志駅に常勤。

|                              | 月曜            | 火曜          | 水曜          | 木曜          | 金曜     | 土曜     | 日曜     |
| ---------------------------- | --------------- | ------------- | ------------- | ------------- | -------- | -------- | -------- |
| 2007年1月5日 - 2012年1月4日  | たま            | たま          | たま          | たま          | たま     | たま     | 不在     |
| 2012年1月5日 - 2013年4月29日 | たま            | たま          | たま          | たま          | たま     | たま     | ニタマ   |
| 2013年4月30日 - 2014年       | 不在            | たま ＜不在＞ | たま ＜不在＞ | たま ＜不在＞ | 不在     | ニタマ   | ニタマ   |
| 2014年 - 2015年6月           | 不在 ＜ニタマ＞ | たま          | たま          | たま          | たま     | ニタマ   | ニタマ   |
| 2015年6月 - 2015年8月        | 不在            | ニタマ        | ニタマ        | 不在          | ニタマ   | ニタマ   | ニタマ   |
| 2015年9月 - 2017年12月       | たまII世        | たまII世      | 不在          | 不在          | たまII世 | たまII世 | たまII世 |
| 2018年1月 -                  | たまII世        | たまII世      | よんたま      | よんたま      | たまII世 | たまII世 | たまII世 |

## マスコット「スーパー駅長たま」

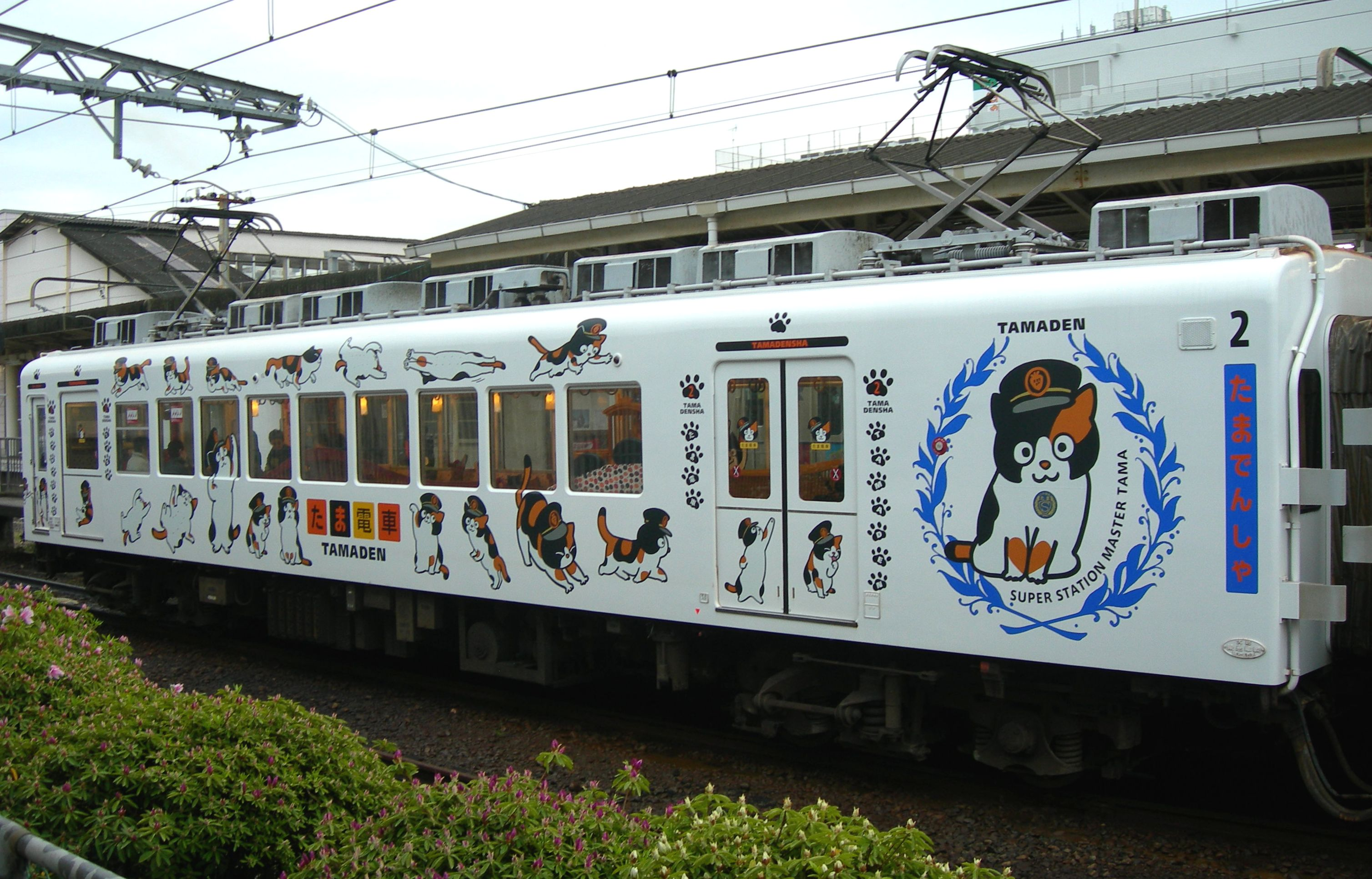
イラスト版たまの使用例：「たま電車」のエンブレム

2008年4月の駅長室竣工に併せて、たまをイラスト化したマスコット「スーパー駅長たま」が公表された。和歌山電鐵の印刷物に掲載されたり、実写版のたまグッズと併せてイラスト版のたまグッズが発売されるなどしている。
たま自身は沿線以外など遠方へは「出張」しないが、日本国外も含めてイベントなどへの出演依頼が殺到していることから、「代理出張用」として着ぐるみが製作されていて、たまが休みの日曜日には代理で貴志駅に登場することがある。

## たま電車とたまバス
| 二つの「たま電車」 左：和歌山電鐵2270系電車2275F（貴志駅にて）右:岡山電気軌道岡軌7100型電車7101（東山電停にて）  |  | 二つの「たま電車」 左：和歌山電鐵2270系電車2275F（貴志駅にて）右:岡山電気軌道岡軌7100型電車7101（東山電停にて） |
| 二つの「たま電車」 左：和歌山電鐵2270系電車2275F（貴志駅にて） 右:岡山電気軌道岡軌7100型電車7101（東山電停にて） |  | |

| 左：TAMA-VAN右：JR九州885系「がんばれ宮崎！」ラッピング  |  | 左：TAMA-VAN右：JR九州885系「がんばれ宮崎！」ラッピング |
| 左：TAMA-VAN 右：JR九州885系「がんばれ宮崎！」ラッピング |  |                                                         |

2009年3月22日にはいちご・おもちゃ両電車に続くリニューアル車第3弾「スーパー駅長たまちゃん電車」、略して「たま電車」がお披露目された。この電車の車体には様々なポーズのたまのイラストが描かれるなどたまづくしの電車になっており、「たま電車サポーター」として広告費の形での改装費の寄付を募っている。現在は他の電車と共に貴志川線を一日あたり6 - 13往復している。
また2009年4月30日には同じ両備グループである岡山県の路面電車、岡山電気軌道にもたま電車が登場した。
2010年4月7日には、両備ホールディングスの両備観光大阪カンパニー（現：両備バス関西カンパニー）に、たま電車と同じデザインを施した観光バス・「たまバス」も登場している。このほか、和歌山電鐵の社用のバン（日産・バネット）も“たま”のラッピングがされており、「TAMA VAN（たまバン）」と名づけられている。
2010年9月11日から2011年1月31日までの期間限定で、九州旅客鉄道（JR九州）の885系電車に「がんばれ宮崎！」ラッピングとして、たま駅長が登場した。そのうち、9月11日から26日までの土日祝日には、にちりんシーガイアとして、博多駅 - 宮崎空港駅間を1日1往復する。これは、デザイナーの水戸岡が両社の列車デザインを手がけていることによって実現したコラボレーションである。
2012年3月27日には、両備グループの岡山電気軌道バスの路線バスに新たに水戸岡がデザインした「たまバス」が2台登場。これまでのたま電車・たまバスとは違い青を基調にしたデザインで、前面上部に「猫耳」が付いたデザインになっている。
2018年9月7日には、両備ホールディングスの両備バスカンパニーに、両備バス関西カンパニーから転用した高速乗合バス・「たまバス」が「岡山エクスプレス津山号」に登場している。

## メディア出演

### 写真集
- たま達の仕事ぶりを収めた写真集『たまの駅長だより 〜いちご電車で会いにきて〜』が、2007年9月26日に発売された[87][88]。1年後の2008年9月26日には第2弾となる『たまのスーパー駅長だより 〜夢列車に愛をのせて〜』、また2009年9月25日には第3弾の『駅長たま 〜三毛猫たま、電車になる〜』が発売されており、いずれも発売元は集英社、発行元はホーム社である。詳細は参考文献を参照。小山商店では写真集を持参ないし購入した者のうち希望者に対し、たまの手形ならぬ（前足）肉球形の特製スタンプを押している[89]。

### 漫画
- たまの活動が、オール読み切りの猫マンガ雑誌、「ねこぷに 2周年カンパイ号」（2009年4月27日発売、（株）メディアックス刊）で、会津鉄道の「ばす駅長」とともに漫画となる。

### DVD
- たまの仕事風景などを収録したDVD『たまはスーパー駅長 〜いちごの風にのって〜』が制作され、2008年9月26日に全国発売された。小山商店と和歌山電鐵では9月20日に先行発売されており、4月20日に竣工した駅長室の改装費用は、このDVDへの出演料によってまかなわれた[29]。発売元は株式会社ツインであり、販売元はジェネオン エンタテインメント（2010年現在・ジェネオン・ユニバーサル・エンターテイメントジャパン合同会社）である[90]。

- 2009年7月24日には、第2弾となるDVDの『たまとたま電車』が発売されている。内容は最新の仕事風景や、3月21日にデビューした「たま電車」の解説が収録されており、映像特典の貴志川線全線をたま電車の運転席から撮影した映像や、特典のポストカード2枚組も付属する。発売元および販売元は第1弾のDVDと同一である。

### 映画
- たまは、人間社会の中における猫を取り上げたフランスのドキュメンタリー映画である『ネコを探して』（仏題：La voie du chat）に、日本の猫および職業を持った猫として出演した。ドキュメンタリー映画の監督であるミリアム・トネロット（ストラスブール大学講師）が、たまの勤務風景を動画サイトで見たことから、出演を要請したものであり、2008年5月に貴志駅で撮影が行われた[91][92]。このドキュメンタリー映画はほかに、水俣病の影響を受けた猫や、アメリカ・ロードアイランド州のホスピスで患者の死期を予知する猫として知られるオスカー (セラピー猫)、ドイツで首からカメラをぶら下げて歩きながら写真を撮る猫のリーが登場している。

- 日本の映画では、2008年に公開された『猫ラーメン大将』に特別出演した[93]。そにしけんじによる4コマギャグ漫画を元にした実写映画であり、劇中においてラーメン店を経営する主人公の猫が、食材を求めて全国を旅する途中に、たまの元へ立ち寄る場面において登場している。

### テレビ放送

#### スポット番組
- NHK和歌山放送局は2009年、県内向けに独自放送するアナログテレビジョン放送終了啓発スポット番組にたまを起用した。2本制作されており、県外向けにも近畿広域向けスポット番組とともにNHK本体が「NHKデジタル」サイトの中で動画配信された。

- 2010年には当時の局長が絡んだ新作も登場（駅舎改築前に収録）した。こちらは和歌山局サイトで旧作とともに公開されている。

#### バラエティ番組
- 2015年5月18日に日本テレビ系列で放送された『月曜から夜ふかし』の番組内企画「外国人が集める意外な場所を調査した件」の中で「たま」が駅長を務めていることがとり上げられ、「たま」が廃止寸前だった貴志川線を救ったというエピソードに海外メディアからの取材が殺到、年間6万人以上の外国人観光客が訪れるに至ったことが紹介された[94]。

- たまが死ぬと、2015年9月2日にTBS系列で放送された『トコトン掘り下げ隊!生き物にサンキュー!!』にて、「たま」の生い立ちから葬儀までの経緯が紹介された[95]。

#### CM
- 2011年1月、大韓航空の日本の文化や観光地を紹介するCMに、たま駅長が出演した[96][97][98]。

- 2012年7月16日より、アメリカンファミリー生命保険会社（アフラック）の医療保険「もっとやさしいEVER」のCMに、徳光和夫とともに出演した[99]。

## グッズ
- 和歌山電鐵ではバッジやポストカード・ノート・鉛筆といった「たま駅長グッズ」を「いちご」・「おもちゃ」両電車グッズと併せて販売している。和歌山電鐵本社がある伊太祈曽駅（9:00 - 17:30。年中無休）と、和歌山電鐵の公式サイト内のオンラインショップにおいて購入可能である（公式にはアナウンスされていないが、たま駅長グッズに限っては小山商店でも販売されている）。以前は和歌山駅貴志川線ホームでも販売されていたが現在は扱っていない。

- トミーテックが発売している鉄道に関わる女性をモデルとしたトレーディングフィギュア「鉄道むすめ」第5弾（2008年1月末発売）には和歌山電鐵の運転士制服姿のキャラクター「神前みーこ」が加わっており[注 3]、その頭にたま駅長が乗っている[100]。このシークレット版ではたま駅長の代わりにねこじゃらしと駅長帽をかぶったミーコ助役とじゃれる姿になっている。

- 2011年4月1日から、両備グループが岡山髙島屋、両備グループ経営のスーパーと娯楽施設、ポイント制度に加盟した岡山県内の個人経営などのいろいろな業種の店と提携したポイントカード「たまルンカード」[101]がスタートした。カードのデザインは、たま電車などに描かれているのと同じたま駅長のキャラクターである。なお、名古屋鉄道で2011年2月11日より行なっている、ポイントサービス「名鉄たまルン」とは関連性はない。また、2014年6月1日には、JR西日本岡山支社と両備グループの提携4年目記念と、岡山の地域ポイントサービス「たまルン」との提携開始記念のICOCAが発売された。たま駅長とカモノハシのイコちゃんデザイン（岡山県内および和歌山電鐵貴志駅の24箇所で発売、3万枚）[102]。

## 関連の「猫役員」
- 和歌山電鐵が属する両備グループでは、たまやニタマ以外にも両備ホールディングス内の両備トランスポートカンパニーにおいて、安全管理夜回り役として「トランス」と「ポート」の2頭の猫が任命されている。2頭には2009年2月に事故を激減させた功績により安全管理部門トップランナー賞が贈られた[103]。トランスが死去したため現在はポートのみが安全管理夜回り役となっている[104]。

- 岡山電気軌道の「たま電車」にある和歌山応援館・館長代理としては猫の「SUNたまたま」がおり、2015年のたま死去後、後継駅長候補に挙がっていた[105][106]。2016年12月21日にオープンした「おかでんミュージアム」には「SUNたまたま」の後輩である「美宇（ミュー）」が常駐猫社員となった[107]。

## 来訪者によるトラブル
たま駅長がテレビ番組などで知られるようになったことで貴志駅を訪れる乗客も増えた一方で、ローカル線の利用促進など乗客数・収益の改善のためのものであるにもかかわらず自動車で駅前に乗り付けたり、中には飼い犬などを無理矢理引き合わせてたま駅長らをパニックに追い込んだり、さらには貴志駅に捨て猫を置いてゆくなどといったトラブルを起こす者が出現し、問題となった。関係者によるブログ「貴志川線応援ブログ」（外部リンク参照）や和歌山電鐵では、2014年当時以下のような注意を出していた。
- 公休日でもイベントなどで短時間「休日出勤」していることはある。年末年始など売店休業日や荒天時も休みとなる。臨時出勤日や臨時休業日については、和歌山電鐵の公式サイトや「貴志川線応援ブログ」を参照。
- 駅長室で寝ている駅長をガラスを叩いて起こすなど大きな音をたてる行為は、ストレスを与えるので、行ってはならない。
- 当駅には駐車場など車を止める場所はない。和歌山電鐵では乗用車で駅長に会いに訪れる際には伊太祈曽駅または和歌山駅周辺の駐車場を利用し、貴志川線に乗車するよう案内している[112]。
- 猫は犬など他の動物に近づかれるとパニックを起こすので、連れて行ってはならない。
- 健康管理に影響を及ぼすため、食べ物を差し入れてはならない。猫じゃらしとして近づけたエノコログサを猫草として食べて吐いてしまうのでこれも差し入れてはならない。